# Pablo Zegarra
Pablo César Zegarra Zamora (Lima, Perú, 1 de abril de 1973) es un exfutbolista peruano, que se retiró del fútbol profesional en 2005. También es director técnico.

## Trayectoria

### Como futbolista
Pablo Zegarra comenzó su carrera profesional en las filas del club Sporting Cristal en 1985 jugando de centrocampista o mediapunta. Con tan solo 16 años debutó profesionalmente en Primera División, un domingo 8 de octubre de 1989, en un partido jugado en el estadio de Matute, bajo la dirección técnica de la dupla de argentinos López-Cavallero, ante Municipal del 2º torneo Regional donde el cuadro rimense lo derrota 3-0. "Pablito", como era conocido, anota su primer gol al Club Aurora de Arequipa en el Octogonal del 2.º torneo Regional de ese año donde el cuadro celeste lo derrota por 2-1 en el Estadio Nacional. Ese año logra el subtítulo del torneo peruano y fue catalogado como un joven y prometedor futbolista. Juega algunos partidos por la Copa Libertadores de 1990 ante equipos chilenos, en el torneo local de ese año anota 3 goles.
Zegarra consiguió su primer título el año 1991 donde anota 8 goles, uno de ellos en el 1-1 de la definición del 2.º torneo Regional, antes de la dramática definición de penales ante Universitario donde ganaron 7-6. Ese equipo campeón 1991 estaba integrado por jóvenes promesas como Flavio Maestri y Roberto Palacios, asimismo por jugadores salidos de las canteras como Miguel Miranda, Jorge Arteaga, Percy Olivares y por gente experimentada como Julio César Uribe, Franco Navarro, Leo Rojas, Eugenio La Rosa y Julio César Antón (los 3 primeros mundialistas en el año 1982) y reforzado por los argentinos Carlos Castagneto, Juan Carlos Kopriva y Horacio Baldessari. El equipo era dirigido por el también ex mundialista Juan Carlos Oblitas.
Para la temporada de 1992 fue fichado por el Independiente Santa Fe, un histórico club colombiano dirigido por Jorge Luis Pinto, rindiendo a buen nivel. Para el segundo semestre de 1992 fue fichado por el Independiente Medellín. Regresa a Sporting Cristal para jugar la Copa Libertadores de 1993 donde llega hasta cuartos de final, Zegarra anotaría un gol importante en la goleada 4-0 al Nacional de Ecuador que serviría en la clasificación a cuartos de final. Luego fue convocado para jugar para la Selección Peruana la Copa América del año 1993 en Ecuador, donde jugó 4 partidos anotando un gol.
En 1994 recaló en las filas de Argentinos Juniors, club argentino de mucha tradición, donde volvió a demostrar lo gran jugador que era, y esta vez si llamando la atención de equipo europeos, juega en Argentina hasta 1995 dando el salto finalmente a la 2.ª división española, al Club Deportivo Badajoz, con el que luchó por ascender a 1.ª división. Aunque realizó una excelente temporada a nivel personal, no consiguieron el ascenso, pese a ello fue el máximo goleador del equipo, marcando 10 goles en 33 partidos.
En la temporada siguiente fichó por un recién descendido UD Salamanca, que aquella temporada contaba con jugadores de la talla de César Gonçalves Brito, Pauleta, Míchel Salgado, Taira, Everton Giovanella, Catanha o Vellisca entre otros, y pese a que comenzaron la temporada muy mal, hicieron una segunda vuelta de la liga perfecta, sin perder ningún partido, y con Zegarra marcando goles decisivos como los 2 que marcó al Real Mallorca en la penúltima jornada de liga, que servían para que el Salamanca dependiera de sí mismo para la última jornada, donde también marcó Zegarra, en un partido que el Salamanca ganó 0-4 al Deportivo Alavés, y así lograron el ascenso a 1.ª división.
En la siguiente temporada el protagonismo de Zegarra descendió, pero pese a ello, jugó 18 partidos y anotó un gol importantísimo contra el FC Barcelona, que serviría para que la UD Salamanca ganará 4-3, al que finalmente fuera campeón de liga. Al finalizar la temporada 1998 se marchó cedido al club en el que debutó en la profesional, Sporting Cristal, con el que se proclamó campeón del torneo Clausura bajo la dirección de Franco Navarro, jugó 17 partidos y anotó 2 goles. Luego fue repescado por la UD Salamanca con la que descendió a 2.ª División, jugando allí media temporada solo 5 partidos, en los que anotó un gol.
En la siguiente temporada en 2.ª división, se volvió a convertir en un jugador importantísimo dentro de la UD Salamanca, aunque colectivamente no consiguieron ascender al quedar 4º clasificado y empatado a puntos con el Villarreal CF, que sí ascendió, después de haber estado líderes durante casi toda la temporada, la desilusión fue muy grande y decidieron que lo mejor para Zegarra era salir cedido una temporada, ya que necesitaba un cambio de aires. La temporada siguiente se marchó cedido al SC Farense, de la 1.ª división portuguesa, donde jugó 17 partidos, anotando 1 gol, y haciendo que el SC Farense se mantuviera en la 1.ª división.
Después de su paso por Portugal, regresó a Salamanca, para hacer una gran temporada, al lado del mejor delantero de la 2.ª división, que no era otro que Ariza Makukula, durante la temporada fue un titular indiscutible dentro del equipo, jugando 38 partidos y anotando 8 goles.
Así llegó a la temporada 2002-2003 donde realizó una temporada bastante más discreta, jugando 27 partidos y anotando solo 1 gol. Luego jugó durante la temporada 2003-04 en el Alianza Lima, donde disputó la Copa Libertadores y consiguió ganar su última liga. Al concluir la temporada decidió regresar a Salamanca, y entonces le surgió la posibilidad de jugar en el CD Guijuelo, equipo que es de la provincia de Salamanca y que acababa de ascender a la 2.ª división B y allí jugó la temporada 2004-05, donde se retiró.

### Como entrenador
Después de su actividad como futbolista, decide vivir en Salamanca. Consiguió el título de entrenador en España y empezó a trabajar en las categorías inferiores de la UD Salamanca. Entrenó al cadete y en la temporada 2009/10 se encontraba dirigiendo al equipo de Liga Nacional de la U.D. Salamanca, pero la destitución de Sito del primer equipo y la consiguiente llegada de Jorge D'Alessandro al cargo, motivan que se una como segundo entrenador de este. A mitad de la temporada 2011-2012, en 2.ªB, se hizo cargo del equipo tras la destitución de Balta, y al acabar la temporada abandonó el club.
A principios de 2014 regresó al club que le dio a conocer como jugador, concretamente al Sporting Cristal de Lima donde entrenó a las categorías inferiores y al año siguiente se hizo cargo del equipo de Reserva.
La segunda mitad del 2017 es entrenador de Sporting Cristal.
En diciembre del 2018 es anunciado como DT del Pirata F.C., recién ascendido de la Copa Perú a la Primera División en el 2019.

## Clubes

### Como jugador
| Club                      | País      | Año       | PJ | Goles |
| ------------------------- | --------- | --------- | -- | ----- |
| Sporting Cristal          | Perú      | 1989-1991 | 38 | 10    |
| Independiente Santa Fe    | Colombia  | 1992      | 15 | 1     |
| Independiente Medellín    | Colombia  | 1992      |    |       |
| Sporting Cristal          | Perú      | 1993      | 20 | 9     |
| Argentinos Juniors        | Argentina | 1994-1995 | 4  | 0     |
| Club Deportivo Badajoz    | España    | 1995-1996 | 33 | 10    |
| U. D. Salamanca           | España    | 1996-1998 | 53 | 10    |
| Sporting Cristal (Cedido) | Perú      | 1998      | 17 | 2     |
| U. D. Salamanca           | España    | 1999-2000 | 31 | 5     |
| SC Farense (Cedido)       | Portugal  | 2000-2001 | 17 | 1     |
| U. D. Salamanca           | España    | 2001-2003 | 65 | 9     |
| Alianza Lima              | Perú      | 2003-2004 | 4  | 1     |
| CD Guijuelo               | España    | 2004-2005 | 10 | 0     |

### Como entrenador
| Equipo                            | Div.                 | Temporada            | Liga | Liga | Liga | Liga |    | Copa | Copa | Copa | Copa |   | Internacional | Internacional | Internacional | Internacional |    | Totales | Totales     | Totales | Totales | Totales | Totales | Totales | Totales |
| Equipo                            | Div.                 | Temporada            | PD   | G    | E    | P    | PD | G    | E    | P    | PD   | G | E             | P             | PD            | G             | E  | P       | Rendimiento | GF      | GC      | Dif.    |         |         |         |
| --------------------------------- | -------------------- | -------------------- | ---- | ---- | ---- | ---- | -- | ---- | ---- | ---- | ---- | - | ------------- | ------------- | ------------- | ------------- | -- | ------- | ----------- | ------- | ------- | ------- | ------- | ------- | ------- |
| UD Salamanca · España             | 3.ª                  | 2011-12              | 25   | 11   | 6    | 8    | -  | -    | -    | -    | -    | - | -             | -             | 25            | 11            | 6  | 8       | 102.04%     | 22      | 27      | +6      |         |         |         |
| UD Salamanca · España             | Total                | Total                | 25   | 11   | 6    | 8    | -  | -    | -    | -    | -    | - | -             | -             | 25            | 11            | 6  | 8       | 101.47%     | 22      | 27      | +6      |         |         |         |
| Sporting Cristal (Reserva) · Perú | 2.ª B                | 2015                 | 32   | 17   | 6    | 9    | -  | -    | -    | -    | -    | - | -             | -             | 32            | 17            | 6  | 9       | 102.04%     | 22      | 27      | +6      |         |         |         |
| Sporting Cristal (Reserva) · Perú | 2.ª B                | 2016                 | 30   | 23   | 4    | 3    | -  | -    | -    | -    | -    | - | -             | -             | 30            | 23            | 4  | 3       | 102.56%     | 35      | 7       | +27     |         |         |         |
| Sporting Cristal (Reserva) · Perú | Total                | Total                | 62   | 40   | 10   | 12   | -  | -    | -    | -    | -    | - | -             | -             | 62            | 40            | 10 | 12      | 101.47%     | 22      | 27      | +6      |         |         |         |
| Sporting Cristal · Perú           | 1.ª                  | 2017                 | 25   | 9    | 8    | 8    | -  | -    | -    | -    | -    | - | -             | -             | 25            | 9             | 8  | 8       | 102.04%     | 22      | 27      | +6      |         |         |         |
| Sporting Cristal · Perú           | Total                | Total                | 25   | 9    | 8    | 8    | -  | -    | -    | -    | -    | - | -             | -             | 25            | 9             | 8  | 8       | 101.47%     | 22      | 27      | +6      |         |         |         |
| Pirata · Perú                     | 1.ª                  | 2019                 | 11   | 2    | 3    | 6    | -  | -    | -    | -    | -    | - | -             | -             | 11            | 2             | 3  | 6       | 102.04%     | 22      | 27      | +6      |         |         |         |
| Pirata · Perú                     | Total                | Total                | 11   | 2    | 3    | 6    | -  | -    | -    | -    | -    | - | -             | -             | 11            | 2             | 3  | 6       | 101.47%     | 22      | 27      | +6      |         |         |         |
| Atlético Grau · Perú              | 1.ª                  | 2020                 | 8    | 0    | 2    | 6    | 1  | 1    | 0    | 0    | -    | - | -             | -             | 9             | 1             | 2  | 6       | 102.04%     | 22      | 27      | +6      |         |         |         |
| Atlético Grau · Perú              | Total                | Total                | 8    | 0    | 2    | 6    | 1  | 1    | 0    | 0    | -    | - | -             | -             | 9             | 1             | 2  | 6       | 101.47%     | 22      | 27      | +6      |         |         |         |
| Total en sus equipos              | Total en sus equipos | Total en sus equipos | 131  | 62   | 29   | 40   | 1  | 1    | 0    | 0    | 0    | 0 | 0             | 0             | 132           | 63            | 29 | 40      | 48.26%      | 57      | 34      | +24     |         |         |         |
| 1. 2.                             |                      |                      |      |      |      |      |    |      |      |      |      |   |               |               |               |               |    |         |             |         |         |         |         |         |         |

## Carrera internacional
Pablo Zegarra fue internacional en categorías inferiores con Perú, hasta que debutó con la selección absoluta y fue internacional 15 partidos, anotando 1 gol, siendo uno de los jugadores importantes para Perú en la Copa América de 1993 y en la clasificación para el Mundial de Francia 1998, donde Perú se quedó a un paso de clasificarse a dicho mundial. Una gran crítica que tiene Zegarra con la selección peruana fue el ser causante de un penal, de forma algo torpe y apresurada, que permitió el empate 1-1 de Ecuador frente a su selección en Lima y que le quitó ciertas chances de clasificación a su escuadra (cabe resaltar que Perú no asistió a dicho certamen por diferencia de goles, en caso de no haberse dado dicha falta, Perú hubiese sumado 3 puntos en lugar de 1 que fue el que sumó y ahí radica el reproche).

## Palmarés

### Como jugador
- Primera División Peruana (3): 1991, 2003, 2004
- Torneo Clausura Peruano (1): 1998
- Torneo Apertura Peruano (1):2004

### Como entrenador
- Supercopa Peruana (1): 2020